# Джулиан, Руперт
Руперт Джулиан (англ. Rupert Julian; 25 января 1879 — 27 декабря 1943) — первый актёр кино, режиссёр, сценарист и продюсер, родившийся в Новой Зеландии.

## Биография
Томас Персиваль Хейз (англ. Thomas Percival Hayes) родился в Whangaroa, Новая Зеландия, в семье Джона Дейли Хейза и Элизы Харриет Хейз. Джулиан Руперт выступал на сцене в Новой Зеландии и Австралии. В 1911 году эмигрировал в Соединенные Штаты, где начал карьеру в качестве актёр в Daly театре в Нью—Йорке и гастроли с Тайроном Пауером, перед работой в немом кино. Начал заниматься режиссурой в 1915 году, часто направляя его жена Элси Джейн Уилсон (режиссёр сама), и заработал солидную сумму за фильм «Кайзер, Зверь Берлина», для которого он написал сценарий и снялся в главной роли кайзера. Это на время сделало его звездой в Голливуде, и открыл двери для более крупных проектов с Universal Studios.
Он был назначен для завершения фильма «Карусель» в 1923 году, после того как режиссёр Эрих Штрогейм отказался продолжать работу. В 1924 году он начал снимать фильм «Призрак оперы» с Лоном Чейни, но прекратил работу незадолго до того, как фильм был завершен. Студия наняла другого режиссёра, чтобы завершить съемку фильма, и изменила его окончание. Джулиан перешёл в компанию Сесиля Демилля «Producers Distributing Corporation» для производства серии фильмов, но снял лишь два: «Поступью кошки» и «Любовь приходит» (оба в 1930), после чего прекратил снимать.
Руперт Джулиан умер от инсульта в Голливуде, штат Калифорния, в возрасте 64 лет и был похоронен на кладбище Форест-Лаун в Глендейле, штат Калифорния, в 1943 году, его вдова похоронена рядом с ним в 1965 году.